# Pena pecuniaria
La pena pecuniaria è una sanzione penale che consiste nel pagamento di una somma di denaro all'erario. Il Codice penale italiano vigente, come già quello del 1865 e il Codice Zanardelli del 1889, prevede due pene pecuniarie.
- la multa, inflitta a chi ha commesso un delitto (art. 24);
- l'ammenda, inflitta a chi ha commesso una contravvenzione (art. 26).

## Fondamento
La previsione di pene pecuniarie è frequente negli ordinamenti contemporanei come alternativa alla pena detentiva, anche se può essere comminata in aggiunta a pene di tale genere. In certi ordinamenti analoghe sanzioni possono essere inflitte anche dall'autorità amministrativa (è il caso delle sanzioni amministrative pecuniarie dell'ordinamento italiano).
Le pene pecuniarie si differenziano dalla confisca perché questa non ha ad oggetto una somma di denaro ma beni specifici, la cui proprietà è acquisita dalla pubblica amministrazione. Si differenziano, inoltre, dal risarcimento per equivalente perché questo è pagato a chi ha subito il danno e finalizzato a reintegrare il medesimo, mentre la pena pecuniaria è finalizzata, come tutte le pene, all'afflizione del trasgressore ed è pagata alla pubblica amministrazione.
Le pene pecuniarie presentano il problema della diversa incidenza secondo la ricchezza del condannato, attenuando il loro effetto afflittivo al crescere della stessa. Per ovviare a questo problema, vari ordinamenti attribuiscono al giudice il potere di adeguare l'importo da pagare al reddito del condannato. Un sistema più sofisticato è quello delle quote giornaliere, adottato da alcuni ordinamenti (Germania, Svezia, Danimarca, Finlandia, Svizzera, Messico ecc.): la pena non è espressa in unità monetarie ma in giorni (o unità) e l'importo da pagare è determinato moltiplicando i giorni (o le unità) inflitti per il reddito medio giornaliero del condannato. Analoghe considerazioni hanno indotto certi ordinamenti, tra cui quello italiano, ad abbandonare o, quantomeno, attenuare la regola secondo la quale, in caso di mancato pagamento della pena pecuniaria, la stessa si converte in pena detentiva, in ragione di un giorno di detenzione per un dato importo.
Altri ordinamenti usano, invece, il termine multa (come in Spagna, Portogallo ed altri paesi di lingua spagnola e portoghese) o ammenda (come in Francia, Belgio ed altri paesi francofoni) per designare la pena pecuniaria in generale. Del resto anche in Italia il termine multa, nel linguaggio corrente, viene impropriamente utilizzato per designare una generica sanzione pecuniaria, penale o amministrativa.